# Hessisches Immobilienmanagement

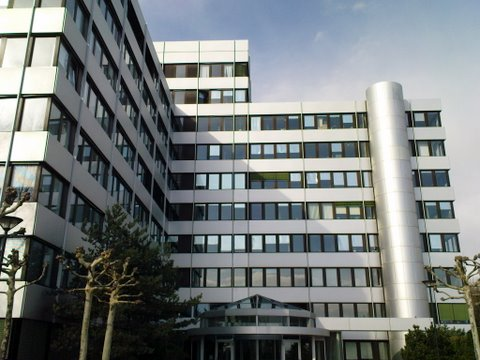
Zentrale des HI (2003 bis 2015) und des Nachfolgebetriebs LBIH (2016 bis 2024) in Wiesbaden

Hessisches Immobilienmanagement (HI) war ein kaufmännisch eingerichteter Landesbetrieb des Bundeslandes Hessen. Das am 14. August 2000 durch Kabinettsbeschluss gegründete HI nahm ab 2004 die Aufgaben der ehemaligen Liegenschaftsverwaltung in den einzelnen Ressorts der Landesregierung wahr, wobei die Liegenschaften in das wirtschaftliche Eigentum des HI überführt wurden. Das HI war der Dienstaufsicht des Hessischen Ministeriums der Finanzen unterstellt. Die Zentrale des Landesbetriebs befand sich in Wiesbaden. Es gab Niederlassungen in Frankfurt am Main, Darmstadt, Kassel, Gießen, Fulda und in Wiesbaden sowie eine Verwaltungsstelle in Marburg. Insgesamt beschäftigte das HI rund 1250 Mitarbeiter. 
Zu den Aufgaben gehörten die Verwaltung, die Bewirtschaftung, die Bauunterhaltung (in Zusammenarbeit mit dem Landesbetrieb Hessisches Baumanagement), die Vermietung, Verpachtung sowie die Entwicklung und Veräußerung von landeseigenen Grundstücken und Gebäuden sowie die Verwaltung von angemieteten Gebäuden, die von Dienststellen des Landes (u. a. Gerichte, Polizei, Finanzämter und andere Behörden) genutzt wurden. Zu den vom HI verwalteten und verpachteten Bauwerken gehörten auch Burgen und Schlösser, wie etwa die Sababurg und das Schloss Spangenberg in Nordhessen oder Schloss Hirschhorn und Schloss Lichtenberg im Odenwald, sowie die landeseigenen Hafenanlagen am Rhein in Gernsheim, Trebur und Riedstadt-Erfelden. Darüber hinaus entwickelte das HI Projekte in öffentlich-privater Partnerschaft wie etwa das Finanzzentrum am Kasseler Altmarkt oder das Justiz- und Verwaltungszentrum in Wiesbaden.
Zum 1. Januar 2016 wurde das HI mit dem Hessischen Baumanagement zum neuen Landesbetrieb Bau und Immobilien Hessen vereinigt.